# Udemy

Udemy logo

Udemy.com este o platformă de învățare online. Este destinat adulților profesioniști care doresc să adauge noi abilități în CV-urile lor sau să-și exploreze pasiunile.
Spre deosebire de programele academice MOOC conduse de cursurile tradiționale colegiale, Udemy oferă o platformă pentru experți de orice fel pentru a crea cursuri care pot fi oferite publicului, fie gratuit, fie pentru o taxă de școlarizare. Udemy oferă instrumente care permit utilizatorilor să creeze un curs, să-l promoveze și să câștige bani din taxele de școlarizare.
În prezent, cursurile Udemy nu sunt credentiale pentru credite colegiale; Elevii iau cursuri în mare parte ca mijloc de îmbunătățire a abilităților legate de locuri de muncă. 
Unele cursuri generează credit pentru certificarea tehnică. Udemy a făcut un efort deosebit pentru a atrage formatori corporativi care doresc să creeze cursuri pentru angajații companiei lor. Some courses generate credit toward technical certification. Udemy has made a special effort to attract corporate trainers seeking to create coursework for employees of their company.. 
În 2010, Udemy găzduia în jur de 400 de cursuri. Din 2017, există mai mult de 45 000..
Udemy ... servește ca o platformă care permite instructorilor să creeze cursuri online pe subiecte alese de ei. Utilizând instrumentele de dezvoltare a cursului Udemy, pot încărca video, prezentări PowerPoint, fișiere PDF, fișiere audio, fișiere zip și clase live pentru a crea cursuri..  
Instructorii pot de asemenea să se angajeze și să interacționeze cu utilizatorii prin intermediul forumurilor de discuții online.
Cursurile sunt oferite pe o gamă largă de categorii, inclusiv afaceri și antreprenoriat, cadre universitare, arte, sănătate și fitness, limbă, muzică și tehnologie. Most classes are in practical subjects such as Excel software or using an iPhone camera.
Cele mai multe clase sunt în subiecte practice, cum ar fi software-ul Excel sau folosind o cameră iPhone.  Udemy oferă, de asemenea, Udemy pentru afaceri, oferind întreprinderilor acces la o suită vizată de peste 1.300 de cursuri de instruire pe teme precum tactici de marketing digital, productivitate, design, management, programare și multe altele. Cu Udemy for Business, organizațiile pot crea, de asemenea, portaluri de învățare personalizate pentru formarea corporativă. 
Udemy oferă cursuri gratuite și gratuite, în funcție de instructor.
Indemnizația instructorului de la școlarizare variază în funcție de cine investește în marketing pentru a atrage studenții la Udemy. Instructorii câștigă 97% din toate veniturile de școlarizare dacă reputația sau marketingul instructorului îi atrage pe student. Udemy păstrează 50% din câștiguri dacă studentul este atras de marketingul propriu al site-ului sau de alte cursuri, iar instructorul câștigă doar 25% din taxă dacă un afiliat promoțional Udemy atrage elevul la site și curs. În ultimul caz, afiliații câștigă 50% din taxă, iar restul de 50% este împărțit între Udemy și instructor. În 2015, primii 10 instructori au realizat venituri totale de peste 17 milioane USD 

Curs masiv deschis deschis (MOOC) 
Udemy face parte din mișcarea crescândă MOOC disponibilă în afara sistemului universitar tradițional,  și a fost remarcată pentru varietatea de cursuri oferite. Mobile [modificați sursa] În aprilie 2013, Udemy a oferit o aplicație Apple iOS, permițând studenților să ia cursuri direct de la dispozitive iPhone; Versiunea Android a fost lansată în ianuarie 2014. Începând cu ianuarie 2014, aplicația iOS a fost descărcată de peste 1 milion de ori, iar 20% dintre utilizatorii Udemy își accesează cursurile prin intermediul telefonului mobil.
1. ↑  Fitzpatrick, Alex (12 februarie 2016). „Udemy Thinks It's Cracked the Future of Online Education”. Time. Accesat în 25 septembrie 2016.
2. ↑  Lomas, Natasha. Online Learning Marketplace Udemy Raises $32M To Scale Up Internationally. TechCrunch. 8 mai 2014
3. ↑  Carr, David F. Udemy Comes To Corporate Training Information Week. 16 aprilie 2013
4. 1 2  About Udemy. Udemy.com.
5. ↑  Finder, Alan (25 septembrie 2013). „A Surge in Growth for a New Kind of Online Course”. New York Times. Accesat în 25 septembrie 2016.
6. ↑  Finder, Alan (25 septembrie 2013). „A Surge in Growth for a New Kind of Online Course”. New York Times. Accesat în 25 septembrie 2016.
7. ↑  „What is UFO?”. Udemy. Arhivat din original la 12 noiembrie 2014. Accesat în 22 mai 2017.
8. ↑  Empson, Rip. „With Over 6,000 Courses Now Live, Udemy Brings Its Learning Marketplace To iOS To Let You Study On The Go”. TechCrunch. AOL. Accesat în 4 mai 2013.
9. 1 2  „What You Need to Know About MOOCs”. Chronicle of Higher Education.